# 엑스페리멘툼 크루키스
엑스페리멘툼 크루키스 ( 라틴어 : experimentum crucis), 결정적 실험은 과학에서 특정 가설이나 이론이 현재 과학계에서 널리 받아들여지고 있는 다른 모든 가설이나 이론보다 우수한지 여부를 결정적으로 판정할 수 있는 결정적인 실험을 말한다. 구체적으로 이러한 실험이 사실이라면 일반적으로 다른 모든 가설 또는 이론을 모두 배제하는 결과를 도출할 수 있어야 하며, 이를 통해 실험 조건(즉, 동일한 외부 상황 및 실험 내의 동일한 "입력 변수") 하에서 해당 가설과 이론이 거짓으로 증명되지만 실험자의 가설은 배제되지 않는다는 것을 보여줘야 한다.
타 가설에 대하여 하나의 가설이나 이론을 선택함에 있어 엑스페리멘툼 크루키스가 가지는 결정적인 가치를 부정하는 견해로는 뒤앙-콰인 논제를 들 수 있다.

## 역사
프랜시스 베이컨은 그의 저서인 노붐 오르가눔에서 하나의 이론은 참이지만 다른 이론은 참이 아닌 상황의 개념을 처음으로 설명하며 인스탄시아 크루키스(instantia crucis) 즉 결정적 시점이라는 용어를 사용했다. 경쟁하는 이론을 시험해 볼 목적으로 이런 상황을 의도적으로 만들어내는 것을 의미하는 엑스페리멘툼 크루키스이라는 용어는 그 후에 로버트 후크에 의하여 만들어 졌는데 아이작 뉴턴이 유명하게 사용했다.
이러한 결정적 실험을 수행하는 것은 특정한 가설이나 이론이 과학적 지식의 체계에 확립된 부분으로 인정되기 위해 필요한 것으로 여겨진다. 과학사에서 중요한 실험을 실시하기 전에 이론이 아직 미완성 상태에 있는 것은 드문 일이 아니다. 알려진 실험과 일치하지만 아직 결정적 실험을 거치지 않은 이론은 일반적으로 그러한 결정적 시험을 발견하기 위해 여전히 탐구할 가치가 있는 것으로 인정된다.

## 사례
어떤 실험을 결정적 실험이라고 처음으로 표현한 사람은 처음으로 표현한 사람은 로버트 보일이었다. 그는 1648년 퓌드돔(Puy-de-Dome)에서 수행된 유명한 수은 기압계 실험을 언급하면서 처음으로 이 표현을 사용하였다. 이 실험에서는 다음과 같은 즉, 튜브 상단에 겉보기에 비어 있는 공간이 생기는 데에 어떤 자연적인 저항이 있는지, 아니면 수은의 높이는 오로지 공기의 무게에 의해서만 결정되는지 여부에 관한 의문이 해결되었다.
아이작 뉴턴 (1687)은 그의 저서 자연철학의 수학적 원리에서 행성의 운동에 관한 데카르트의 소용돌이 이론을 반증했다. 뉴턴은 그의 책 광학(Optics) 제1권, 제1부, 제2명제, 제2정리, 실험 6 부분에서 태양광은 굴절률이 상이한 다른 광선으로 구성되어 있다는 것을 증명하는 결정적 실험을 묘사하였다.

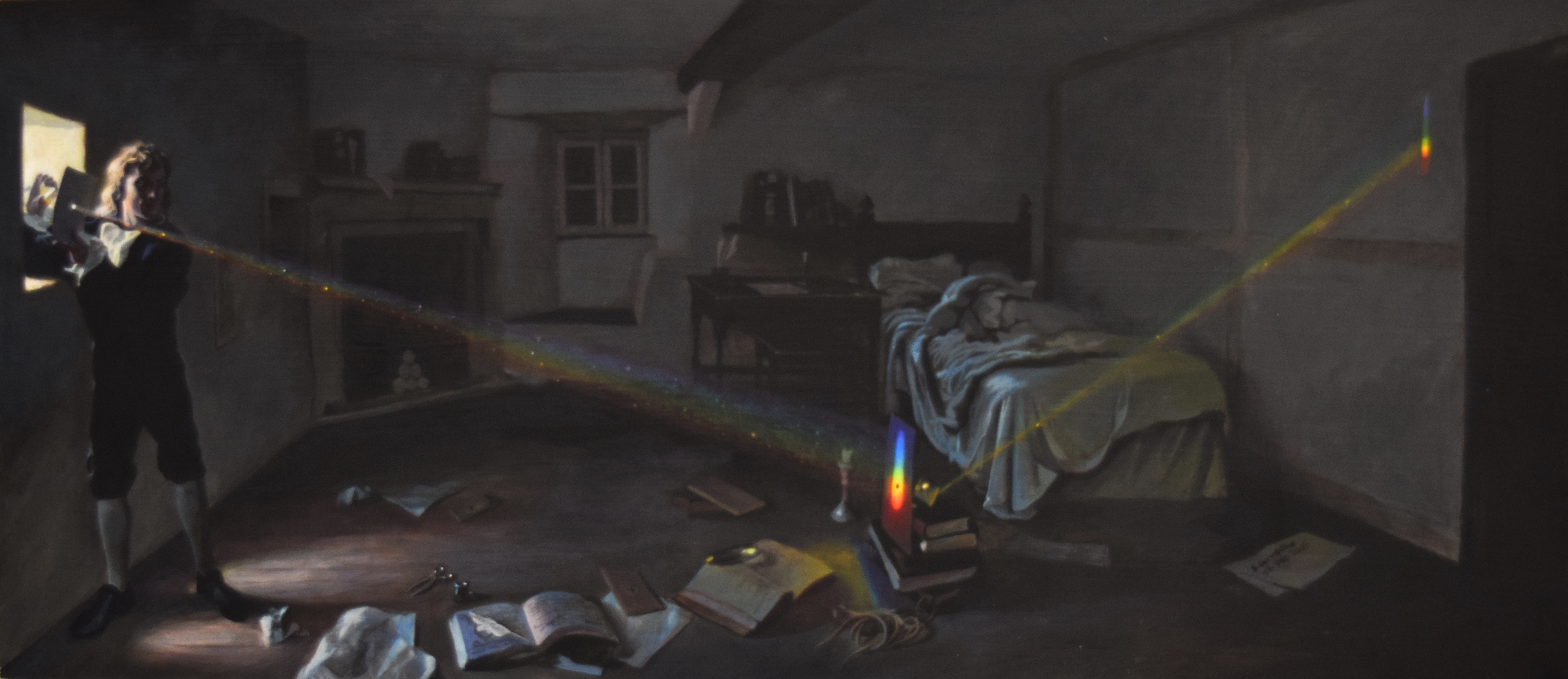
아이작 뉴턴이 울스소프 매너(Woolsthorpe Manor) 침실에서 중요한 프리즘 실험인 '엑스페리멘툼 크루키스'를 진행하고 있는 모습. 사샤 그루시(Sascha Grusche)의 아크릴 그림 (2015년 12월 17일)

19세기의 예로는 프레넬의 수학적 분석을 바탕으로 푸아송이 예측한 것으로, 빛의 파동 이론에 의하면 완벽한 원형 물체의 그림자 중앙에 밝은 점이 나타나게 될 것으로 예측했는데, 이는 당시의 광입자 이론으로는 설명할 수 없는 결과이다. 프랑수아 아라고는 실험을 통해 이 효과가 존재한다는 것을 보여주었고, 이 효과는 현재 아라고 반점 또는 "푸아송의 밝은 반점"이라고 불리며, 이로 인해 파동 이론이 받아들여지게 되었다.
20세기의 유명한 엑스페리멘툼 크루키스의 예로는 1919년 아서 에딩턴이 이끈 아프리카 프린시페 섬의 탐사대에 의하여 일식 동안 태양 주변의 별의 위치를 기록한 것이 있다( 에딩턴 실험 참고). 이러한 별의 위치 관찰을 통해 알베르트 아인슈타인이 1915년에 발표한 일반 상대성 이론에서 예측한 중력 렌즈 효과가 확인되었다. 에딩턴의 관측은 아인슈타인의 이론을 뒷받침하는 최초의 확실한 증거로 인정되었다.
어떤 경우에는 제안된 이론에 의하여 기존의 다른 이론으로는 설명될 수 없는 비정상적인 실험 결과가 설명될 수 있다. 예를 들어 1900년 막스 플랑크가 제안한 양자 가설은 관측된 흑체 스펙트럼을 설명하는 데 성공했는데, 이는 기존의 고전 물리학에 의한 레일리-진스 법칙에서는 예측할 수 없는 실험 결과였다. 그러나 이런 경우는 새로운 이론을 완전히 확립하기에 충분히 강력한 것으로 인정되지는 않으며, 양자역학의 경우에는 새로운 예측을 통한 이론의 확증에 의하여 양자역학 이론이 완전히 수용되게 되었다.

### DNA, 엑스페리멘툼 크루키스
참조ː  §DNA의 구조 발견에서 §결정적 실험의 맥락 및 §생물학 실험 목록.
DNA 구조의 중요성을 발견한 시점에서는 DNA가 이중나선 구조라는 사실에 의하여, 발견자인 프랜시스 크릭과 제임스 왓슨이 이중나선 구조의 한 가닥이 두 번째 가닥의 주형 역할을 할 수 있다고 제안하는 것을 가능하게 하였는데, 이는 두 번째 가닥이 복제되기 때문이다. 이로써 생명의 비밀이 설명되었다. 즉 DNA 구조가 어떻게 유전자 ( 유전 코드 )의 메커니즘으로 작용할 수 있는지, 4개의 뉴클레오티드가 세포에서 거대 분자를 생성하는 촉매 작용을 하는데 필요한 효소의 염기서열을 인코딩하는 역할을 하는지 설명하였고, 이는 합성 생물학, 유전 공학, 법의학, 유전자 검사, 유전체학, 제약 산업 등의 응용으로 이어졌다.

### 타니스 화석 유적지
21세기에 노스다코타주 헬크릭 지층의 킬링필드(killing field)인 타니스 화석지가 발견되면서 KT 경계 (현재는 백악기-고제3기 멸종 사건인 KPg로 알려짐)가 공룡을 멸종시킨 사건( 치술루브 충돌 사건 )과 동일하다는 사실이 증명되었다. 이 충돌 사건은 종전에 지구상에 희귀한 원소인 이리듐 매장이 전 세계적으로 존재한다는 사실로 인해 가설로 제기되었다. 이 경우, 《사이언스 데일리》에 인용된 바와 같이 해당 지역(Tanis Konservat-Lagerstätte):page 7 에서 발견된 다양한 혼합 종( 트리케라톱스 포함) 위에 쏟아진 미세테크타이트 층의 존재가 결정적인 증거로 사용되었다. 연대 측정에 따르면 이 사건은 6,576만년(±0.15 My) 전에 발생했다.

### 엑스페리멘툼 크루키스에 관한 이론
이 범주에 속하는 실험에 대한 이해와 평가를 확대하는 새로운 학문이 등장하고 있다. J. A. Lohne는 프랜시스 베이컨에 의한 1620년의 Instantie Crucis부터 1722년의 다양한 프리즘 광학 실험 및 토론에 이르기까지 사상의 발전을 추적하고 있다.
엑스페리멘툼 크루키스 이론에 관한 초기의 지표는 존 로크의 추상화 원리(Doctrine of Abstraction)에 등장한다.
론 폴켄슈타인(Lorne Falkenstein)은 반클리브(Van Cleve)를 검토하면서 엑스페리멘툼 크루키스에 대한 논의를 보다 일반적인 재산 이원론(Property dualism)이라는 철학 영역으로 확장했다.

## 같이 보기
- 논리학에서의 대우, 엑스페리멘툼 크루키스의 형식적 기초
- 교차 검증
- 피에르 뒤앙 § 과학 철학
- 반증 가능성
- 조건부 자료
- Q.E.D.
- 과학적 방법
- 확실한 증거
- 그러므로 기호